# محاكاة الواقع

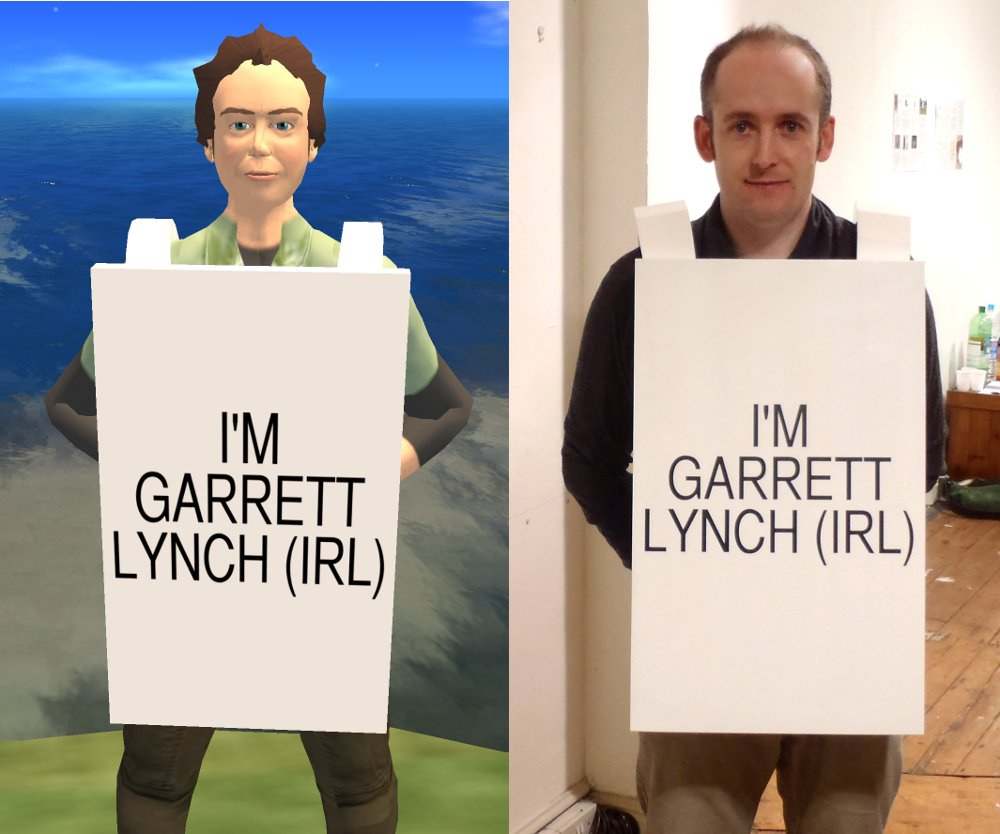
صوره توضح محاكاه الواقع

محاكاة الواقع أو الواقع المصطنع هي الفرضية القائلة بأن الواقع يمكن محاكاته - على سبيل المثال بواسطة محاكاة الكمپيوتر الكمومي - إلى درجة لا يمكن تمييزها عن الواقع الحقيقي. يمكنه أن يحوي عقولًا واعية قد تكون أو لا تكون واعية تمامًا أنها تعيش داخل محاكاة. وهذا يختلف تمامًا عن المفهوم الحالي الذي يمكن تحقيقه تقنيًا للواقع الافتراضي. يتم تمييز الواقع الافتراضي بسهولة عن التجارب الحقيقية؛ ولا يشك المشاركون أبدًا في طبيعة ما يختبرونه. الواقع المحاكى على العكس من ذلك، سيكون من الصعب أو من المستحيل التفرقة بينه وبين الواقع الحقيقي. كان هناك الكثير من التجادل حول هذا الموضوع، بدءًا من الحوار الفلسفي إلى التطبيقات العملية في الحوسبة.